# Đàn Tiên Nông
Đàn Tiên Nông là một đàn tế xây dựng từ thời Minh Mạng (1828) giữa hai phường Hậu Sinh và An Trạch, nay là phường Tây Lộc ở phía Tây Bắc trong kinh thành Huế.  Đàn là nơi diễn ra nghi lễ chính trong Lễ Tịch điền là lễ nhà vua đích thân cày ruộng. Đàn Tiên Nông hiện chỉ là phế tích bị phủ lấp giữa khu dân cư, nhưng vẫn còn các ghi chép, hình ảnh trong các sách cổ.

## Lịch sử
Triều Nguyễn rất xem trọng kinh tế nông nghiệp, hàng năm trước khi gieo sạ đều lên lịch thời vụ. Sau khi nha Khâm Thiên Giám, cơ quan có nhiệm vụ xem thiên văn, dự báo thời tiết, làm lịch, báo ngày giờ..., soạn xong lịch, triều đình tổ chức lễ ban Sóc, tiến dâng vào hoàng cung để hoàng gia dùng. Lịch được phát cho các quan ở Kinh thành, ở các địa phương và phân phát cho dân chúng sử dụng.
Ruộng Tịch Điền dưới thời vua Gia Long được đặt ở hai phường Hòa Thái, Ngưỡng Trị trong Kinh thành, đến năm 1828 nhận thấy nơi đây là chổ đất thấp trũng, vua Minh Mạng ra lệnh chuyển về hai phường An Trạch và Hậu Sinh.
Theo sách Đại Nam Thực Lục Chính Biên, đệ nhị kỷ, để tôn vinh ngành nông nghiệp, vào tháng 2 năm Mậu Tý (1828), vua Minh Mạng hành lời dụ về việc xây dựng đàn Tiên Nông để làm lễ Tịch Điền ở giữa hai phường Hậu Sinh và An Trạch (nay là phường Tây Lộc ở phía Tây Bắc trong kinh thành Huế):

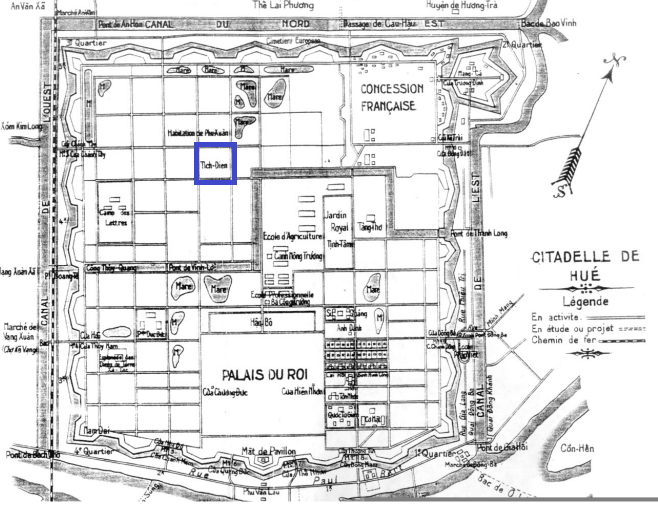
Vị trí ruộng Tịch Điền trong Kinh thành Huế

Vua bảo bầy tôi rằng: "Đời xưa vua cày ruộng tịch điền, để lấy gạo làm xôi tế Giao Miếu, nhân thể để xét thời tiết làm ruộng khuyên giúp nông dân, thực là việc lớn trong vương chính. Cái điển ba đường cày, sách vở còn chứng. Nước ta đời Trần đời Lê gián hoặc có làm nghi điển ấy, nhưng phần nhiều giản lược. Trẫm từ thân chính đến nay, chăm nghĩ đến dân, thường lấy việc dạy dân chăm nghề gốc làm gấp. Hiện nay triều đình nhàn rỗi, giảng tìm phép xưa, thực là việc nên làm trước. Nên chọn đất ở Kinh thành làm chỗ tịch điền" bèn sai đặt ở hai phường Hậu Sinh và An Trạch, bên tả dựng đài Quan Canh, đằng trước làm ruộng đế tịch, đằng sau làm điện thay áo, bên hữu đặt dàn Tiên Nông và đình Thần Thương thu thóc. Sai Trung Quân Tống Phước Lương coi làm. Thưởng tiền cho thợ và biền binh làm việc 5.000 quan. Lại đặt sở Diễn Canh (tập cày) ở phía Bắc cung Khánh Ninh, gọi là vườn Vĩnh Trạch. Sai bộ Lễ bàn định điển lệ. Hàng năm cứ tháng trọng Hạ (tháng 5) chọn ngày tốt làm lễ.
Đàn hình vuông, một tầng, quay về hướng nam, nền cao lát gạch, có làm sẵn các lỗ để cắm tàn lọng và cờ, xung quanh xây lan can bằng gạch, bốn mặt xây 9 bậc cấp đi lên xuống. Trên đàn có một ngôi nhà nhỏ để vua ngồi xem cày ruộng. Ngay phía trước đàn là khoảng ruộng để vua đích thân cày trong lễ Tịch điền.
Sách Khâm định Đại nam Hội điển sự lệ ghi lại triều Nguyễn quy định vào hạ tuần tháng 4 hàng năm, Khâm Thiên Giám sẽ chọn ngày tốt cày ruộng Tịch điền. Trước khi tiến hành, Bộ Lễ sẽ tâu lên vua tế đàn Tiên Nông. Vào đầu giờ Tý, ty bộ Lễ sẽ đến bày trí bài vị và lễ vật gồm trâu, dê, lợn, xôi và 5 mâm quả. Đầu giờ canh 5 ngày lễ Tịch điền, quan Phủ doãn Thừa Thiên mặc lễ triều phục đến đàn Tiên Nông thực hiện lễ tế, sau đó đến lễ Tịch điền của nhà vua.

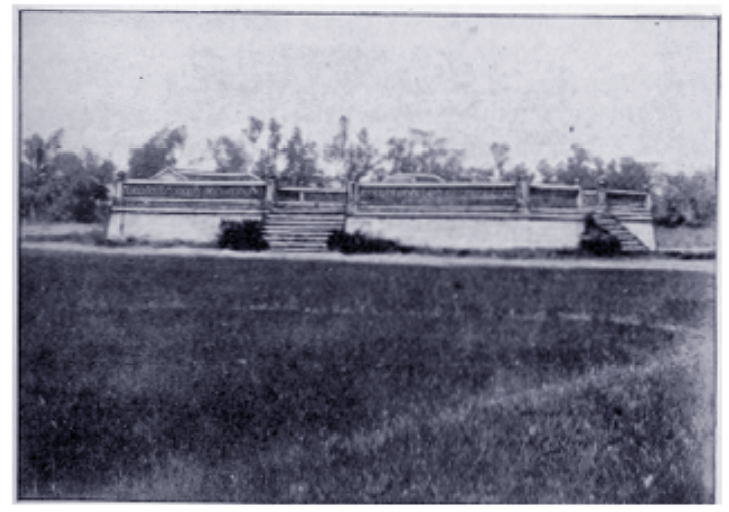
Đàn Tiên Nông

Sau khi triều Nguyễn kết thúc, lễ tế đàn Tiên Nông, cày ruộng Tịch điền không còn được tổ chức ở Huế. Ngày nay, dấu tích khu vực đàn Tiên Nông, ruộng Tịch điền ở phường Tây Lộc không còn, Trung tâm Bảo tồn Di tích cố đô Huế chưa có kế hoạch khôi phục.

## Lễ Tịch Điền ở Kinh thành Huế
Vào thời Nguyễn, lễ Tịch điền được coi là một trong 3 Lễ tế quan trọng nhất của triều đình (Lễ tế Nam Giao, Lễ tế Xã Tắc và Lễ Tịch điền).
Cách thức thực hiện lễ Tịch Điền được miêu tả trong Đại Nam thực lục và Khâm định Đại Nam hội điển sự lệ.
Ban đầu là việc chuẩn bị lúa giống để gieo trồng nơi ruộng tịch điền, được thực hiện rất kỹ lưỡng, "chiểu tư cho các hạt chọn mua các hạng thóc nếp thơm, thóc trắng, có thể gieo trồng được, phải phân biệt hạng nào hết hạn cày cấy sớm hay muộn, phải nên ruộng sâu hoặc ruộng khô, đệ nộp lên tất cả". Lúa giống được chọn theo từng địa phương có thế mạnh về giống lúa ấy, như "phủ Thừa Thiên, thóc thơm ở An Cựu, thóc nếp ở An Thuận; tỉnh Quảng Trị thóc Minh Xuân, thóc trắng mỗi hạng đều hai hộc; tỉnh Quảng Nam, thóc nếp thơm, thóc cánh mỗi thứ hai hộc; ở Bắc thành, thóc cánh, thóc nếp mỗi thứ ba hộc, đều giao cho phủ Thừa Thiên cất vào kho để đùng". Trâu bò cày ruộng tịch điền cũng phải đảm bảo sức kéo tốt, và việc này do phủ Thừa Thiên lĩnh nhận phần việc. Bò cày chọn hai con, một con chính, một con phụ. Trâu đen cày 12 con. Việc nuôi trâu, bò cày tịch điền được thực hiện với chuồng trại tắm nghỉ ở ngoài thành, phía hữu sau Kinh thành. Nhân lực để tham gia lễ cày tịch điền, cũng như chăm sóc ruộng này có 30 nông phu ở xã Phú Xuân, có cấp lương mỗi tháng 1 quan tiền, 1 phương gạo. Diện tích cày ruộng tịch điền, có quy chế cụ thể với 4 mẫu 4 sào 4 thước 4 tấc 9 phân. Trong đó dùng 2 mẫu 9 sào 12 thước 5 tấc 9 phân để cấy thóc nếp. 1 mẫu 4 sào 6 thước 9 tấc 2 phân dùng cấy thóc cánh. Các loại thóc giống được đưa về từ các địa phương được gieo trồng và đánh dấu để sau này thu hoạch, biết được 

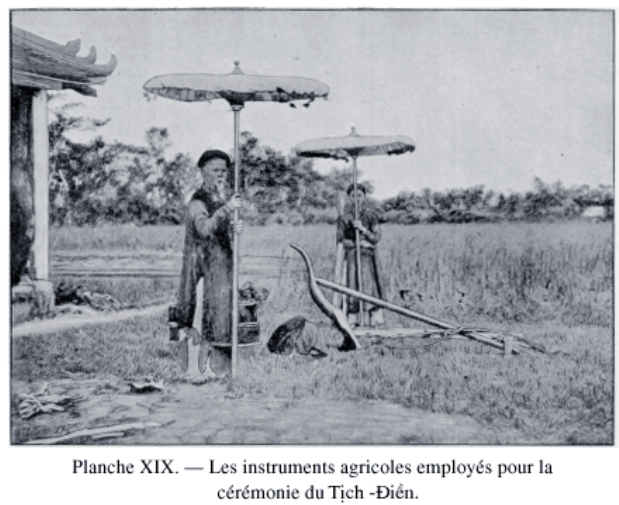
Lễ Tịch Điền

giống nào cho hạt mẩy chọn làm thóc giống sang năm.
Trước lễ Tịch điền, Bộ Lễ dâng lên vua danh sách hoàng thân hoặc hoàng tử tước công và các quan văn võ cấp lớn để vua chọn ra 12 người (3 hoàng tộc, 9 quan lớn) cùng hành lễ với vua. Triều đình cũng chọn mua 2 con bò, 12 con trâu đen để tham gia lễ Tịch điền. Đất, giống lúa, cày bừa được chuẩn bị sẵn sàng. Thóc thường dùng thóc thơm ở An Cựu, nếp thơm ở An Thuận gieo giống.

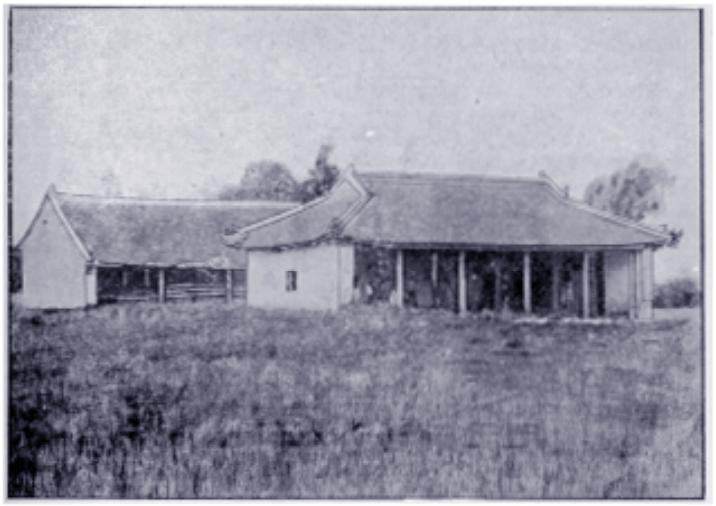
Miếu Thần Thương - Thần Khố

Vào ngày lễ Tịch điền, sau bảy phát pháo lệnh trên Kỳ đài, vua đội mũ cửu long, áo bào vàng, mang đai ngọc đến đàn Tiền Nông. Đoàn rước vua đi hành lễ đầy đủ chiêng trống nổi lên vang cả một vùng. Hai bên đường cắm cờ, các quan đại thần, hoàng phi, nội thân ngoại thích và dân chúng đứng xếp hàng. Đến đàn Tiên Nông, vua lên rửa tay rồi làm lễ tế 3 tuần rượu với đầy đủ nghi thức theo sự xướng tán của Bộ Lễ. Sau lễ, nhà vua sang nhà Cụ Phục thay áo quần chuẩn bị cày ruộng Tịch điền. Vua đội khăn đường cân, mặc áo long bào chẽn tay. Bên bờ ruộng, quan Bộ Lễ chuẩn bị trâu phủ khăn vàng, cày sơn vàng và những người giúp vua cày để sẵn sàng làm lễ. Quan Bộ Hộ quỳ xuống dâng vua chiếc cày sơn vàng, quan Thừa Thiên Phủ Doãn quỳ xuống dâng roi.
"Vua tay phải cầm cày, tay trái cầm roi, kỳ lão và nông phu đều 2 người dắt trâu, thị vệ 2 người đỡ cày. Ca sinh hát bài "Hòa từ", nhạc sinh múa cờ màu; nhã nhạc cử nhạc. Phủ Thừa Thiên bưng thúng thóc đi theo. Hoàng tử cùng quan Hộ bộ đều cử một người theo sau vãi thóc. Vua cày 3 đường đi 3 đường lại xong, ngự lên đài Quan Canh". Sau đó, tới lượt các hoàng tử, rồi các quan văn võ tiếp lượt cày theo số đường cày khác nhau. Hoàng tử, thần công thì cày 5 đường đi 5 đường lại, văn võ đại thần cày 9 đường đi 9 đường lại. Các thuộc lại kinh huyện đi theo sau bưng thùng thóc vãi lúa.
Sau lễ Tịch điền, vua vào điện Cụ Phục thay đổi phẩm phục đại triều, lên xe hoặc ngựa trở về cung. Khi vua vào cung, 5 phát súng lệnh lại nổ vang, báo hiệu vua đã về. Tất cả những người tham dự lễ Tịch điền đều được ban thưởng. Khi ruộng lúa chín, phủ doãn Thừa Thiên trông coi việc gặt hái cùng với một quan thuộc Bộ Hộ lựa chọn hạt giống để gieo vào lễ Tịch điền năm sau. Sản phẩm thu hoạch được mang về cất kho để nấu dùng trong tế Nam Giao, Xã Tắc và các miếu thờ.

Có thể nói, Lễ Tịch điền là một trong những nghi lễ quan trọng nhất của triều đình trong một năm, nó không chỉ là chính sách khuyến nông đặc sắc của nhà nước với nghề nông, mà còn là dịp để vua chúa hiểu thêm nỗi vất vả của người nông dân một nắng, hai sương trên đồng ruộng. Chính vua Minh Mạng sau một dịp cày Tịch điền đã cảm thán.
...Bình lỗi tam thôi thân vị quyện
Tùng canh hữu phản hãn như tương
Nhân tư cần khổ lao thiên mẫu...
Tạm dịch: 
Ta cày ba đường đã thấy mệt
Quan cày theo chín đường vã mồ hôi
Từ đó mới hiểu người dân dọc nhằn khi cày ngàn mẫu ruộng....
Sau một dịp cày Tịch điền, vua Thiệu Trị (1840-1847) trong lúc nghỉ ngơi ở vườn Thường Mậu gần đó, đã cảm tác viết nên bài thơ "Thường Mậu quan canh", trong đó có 4 câu nêu bật ý nghĩa của Lễ Tịch điền: 
...Chót vót lầu cao giữa khoảng không
Nhìn xa quang cảnh chốn nương đồng
Ba đường dẫn lối khuyên cày cấy
Năm tháng thương người trọng việc nông...